# Peter Thomas (Regisseur)
Peter Thomas (* 1929; † 29. Januar 1987 in Gran Canaria) war ein deutscher Regisseur und Intendant.

## Leben
Peter Thomas stammte ursprünglich aus Hamburg und hat seine Laufbahn als Schauspieler am Thalia-Theater begonnen. Anschließend wechselte er nach Lübeck. Anfang der 1950er-Jahre ist er als Regisseur nach West-Berlin zum RIAS gegangen, wo er bis 1957 Spielleiter war.
1958 bis 1960 arbeitete Thomas als Schauspieler am Theater am Dom in Köln. Von Köln wechselte er an die Kammerspiele Düsseldorf, wo er seit der Spielzeit 1971/72 alleiniger Direktor und künstlerischer Leiter war.

## Werke
- Nachtstreife. Hörspiel von Heinz Oskar Wuttig. Prod.: RIAS, 1953. (Hörspielpreis der Kriegsblinden)
- Woher kennen wir uns bloß? Hörspiel von Wolfgang Weyrauch. Prod.: Rundfunk der DDR, 1957.
- Irkutsker Geschichte. Hörspiel von Alexej Arbusow. Musik: Siegfried Matthus. Prod.: Rundfunk der DDR, 1961.